# نائومی اسکات
نائومی گریس اسکات (به انگلیسی: Naomi Scott)؛ زاده ۶ مهٔ ۱۹۹۳ هنرپیشه و خواننده اهل بریتانیا است. وی از سال ۲۰۰۹ میلادی تاکنون مشغول فعالیت بوده است. از فیلم‌هایی که وی در آن نقش داشته می‌توان به پاور رنجرز (۲۰۱۷) و ایفای نقش مدی شانون در مجموعه تلویزیونی علمی-تخیلی ترانووا و همچنین نقش پرنسس جاسمین در فیلم فانتزی علاءالدین شرکت دیزنی اشاره کرد.

## فیلم‌شناسی

### فیلم
| سال  | نام           | نقش          |
| ---- | ------------- | ------------ |
| ۲۰۱۵ | ۳۳            | اسکارلت      |
| ۲۰۱۵ | مریخی         | ریوکو        |
| ۲۰۱۷ | رنجرهای قوی   | کیمبرلی هارت |
| ۲۰۱۹ | علاءالدین     | پرنسس جاسمین |
| ۲۰۱۹ | فرشتگان چارلی | اِلِنا         |
| ۲۰۲۴ | دور           | نائومی       |
| ۲۰۲۴ | لبخند ۲       | اسکای رایلی  |